# Karl-Josef Koch
Karl-Josef Koch (* 5. September 1897 in Paderborn; † 5. März 1958 in Kassel) war ein deutscher Politiker (Zentrum).

## Leben und Beruf
Nach dem Besuch des Gymnasiums studierte er von 1910 bis 1924 an der Universität Würzburg Rechts- und Wirtschaftswissenschaften. 1924 promovierte er zum Dr. rer. pol. Dem Studium schlossen sich Tätigkeiten bei der Kreissparkasse Paderborn und den Kreishandwerkerschaften in Warburg und Lübbecke an. 1945 war er Mitbegründer und Vorsitzender der Deutschen Zentrumspartei im Kreis Warburg.
Er war verheiratet.

## Abgeordneter
Vom 5. Juli 1950 bis zum 4. Juli 1954 war Koch Mitglied des Landtags des Landes Nordrhein-Westfalen. Er rückte über den Listenplatz 016 des Zentrums in den Landtag ein.
Dem Kreistag des Landkreises Warburg gehörte er von 1946 bis 1956 an und von 1952 bis 1956 war er gleichzeitig Mitglied des Rates der Stadt Warburg. Der Landschaftsversammlung des Landschaftsverbandes Westfalen-Lippe gehörte er von 1953 bis 1956 an. 

## Öffentliche Ämter
Von November 1948 bis November 1950 war er Landrat des Kreises Warburg.